# Photedes lutescens
Photedes lutescens là một loài bướm đêm trong họ Noctuidae.